# Els Escorials
Els Escorials és una antiga colònia industrial i partida del terme municipal de Cardona, al Bages, en terres del poblat de la Coromina (direcció nord), a l’esquerra del riu Cardener i davant del poblat miner. Es troba a llevant de la Colònia Manuela i al nord-est del conjunt de les instal·lacions mineres de l’antiga Unión Española de Explosivos, SA (UEE), avui Ercros.
Coneguda per ser la primera zona residencial construïda per allotjar el personal tècnic i directiu de la UEE, està estretament vinculada a l’obertura de les mines de potassa al Salí de Cardona durant el primer terç del segle XX.

### Origen i context històric
L’any 1923, la UEE va adquirir les salines de Cardona al duc de Tarifa i inicià l’explotació industrial del salí amb la finalitat d’extreure potassa. Aquesta activitat minera va transformar radicalment el paisatge econòmic i social del municipi. Cap al 1929, la mina funcionava a ple rendiment amb prop de 1.200 treballadors, fet que va provocar un intens procés migratori. D’una banda, es necessitava mà d’obra especialitzada en mineria; de l’altra, molts habitants de Cardona rebutjaven la feina per la seva duresa. Això va propiciar l’arribada de famílies senceres procedents de zones mineres d’Espanya, així com d’enginyers i tècnics estrangers —sobretot alemanys, belgues i francesos— que ocuparien càrrecs intermedis i directius.

### Construcció de la colònia residencial
Per allotjar aquest personal qualificat, la UEE va adquirir, el 23 de juny de 1925, uns 151.800 m² de terrenys situats damunt del meandre del riu Cardener, a la zona coneguda com Els Escorials, antiga propietat dels notaris Olzina des del segle XVII. Aquest emplaçament, estratègicament allunyat del nucli urbà de Cardona, es va escollir expressament per garantir l’aïllament i l’exclusivitat dels alts càrrecs.
Entre 1926 i 1933 es construí la primera colònia residencial de la zona, amb una arquitectura inspirada directament en les colònies mineres franceses. El conjunt comprenia 35 habitatges unifamiliars —20 cases de cinc habitacions i 15 de tres—, d’estil funcional i uniforme, amb planta rectangular, dos nivells, cobertes inclinades i finestres d’arc. També s’hi aixecaren serveis i equipaments com una piscina, pistes de tennis, un hotel per a enginyers i tècnics, i una capella.

### Equipaments singulars
Capella de Santa Bàrbara
Situada al cor del conjunt, la capella està dedicada a Santa Bàrbara, patrona dels miners. Construïda en estil neogòtic popular, presenta planta de creu llatina i destaca pel seu portal ogival emmarcat amb maó vist i un campanar d’espadanya. L’edifici, d’una gran sobrietat formal, està arrebossat i pintat de blanc, amb els elements estructurals remarcats amb maó.
Monument a Albert Thiebaut
Als peus de la colònia es troba el monument dedicat a Albert Thiebaut, enginyer i president del Consell d’Administració de la UEE, inaugurat el 1949 en commemoració dels 20 anys d’explotació minera. L’escultura, obra de Joaquín Vaquero i Josep Ustrell, reconeix la seva contribució a la industrialització del salí. El 2018, la família Thiebaut va fer donació d’un àlbum fotogràfic de 1923 i un bust de marbre original a l’Arxiu Històric de Cardona.

### Impacte urbanístic i social
La colònia d’Els Escorials va marcar un precedent en la planificació d’habitatge per al personal vinculat a les mines. Aquesta primera actuació va ser l’embrió d’un model que es repetiria, en forma més modesta, en altres colònies com la Manuela, Aramburu o Arquers, destinades als treballadors de base, especialment a partir del creixement migratori de mitjan segle xx, amb l’arribada de població procedent d’Andalusia.
Els Escorials constitueixen, doncs, un exemple paradigmàtic de colònia industrial elitista, integrada dins el paisatge de la mineria catalana i expressió d’una arquitectura importada i diferenciada del teixit urbà local. Avui, el conjunt es manté com a testimoni singular del procés d’industrialització de Cardona i del model de jerarquització social vinculat a l’explotació minera.